# Steve Feinberg
Stephen (Steve) Andrew Feinberg (New York, 29 marzo 1960) è un imprenditore e politico statunitense, investitore e gestore di fondi di hedge fund e private equity. È il co-fondatore e CEO di Cerberus Capital Management.
Nell'ottobre 2022 il suo patrimonio netto era di 3,4 miliardi di dollari. Nel 2017 Cerberus possedeva anche DynCorp, un importante appaltatore di sicurezza nazionale con il governo degli Stati Uniti, che addebita miliardi per l'addestramento militare e di polizia all'estero.  L'11 maggio 2018, il presidente degli Stati Uniti Donald Trump ha nominato Feinberg a capo del Consiglio consultivo dell'Intelligence del presidente.

## Biografia
Feinberg è nato da una famiglia ebrea e cresciuto nel Bronx, New York. All'età di otto anni, la sua famiglia si trasferì a Spring Valley, un sobborgo di New York. Suo padre era un venditore di acciaio. Si è laureato in politica presso l'Università di Princeton nel 1982 dopo aver completato una tesi di laurea intitolata "La politica della prostituzione e della legalizzazione della droga". Mentre era studente a Princeton, Feinberg era il capitano della squadra di tennis e si unì al Corpo di addestramento degli ufficiali di riserva.

## Carriera professionale
Dopo la laurea, Feinberg ha lavorato come commerciante presso Drexel Burnham nel 1982 e successivamente presso Gruntal & Co.
Nel 1992, all'età di 32 anni, Feinberg ha co-fondato Cerberus Capital Management con William L. Richter. All'epoca l'azienda aveva in gestione 10 milioni di dollari; le sue risorse gestite da allora sono cresciute fino a superare i 30 miliardi di dollari nel 2016.  Nel 1999, l'azienda ha assunto l'ex vicepresidente Dan Quayle come presidente di Cerberus Global Investment. Nel 2006, ha assunto l'ex segretario al Tesoro degli Stati Uniti John Snow con l'incarico di presidente di Cerberus.
Nel maggio 2011, Feinberg ha dichiarato di ritenere che i titoli garantiti da ipoteche residenziali possano rappresentare "una reale opportunità per continuare a investire per un certo periodo di tempo" e che c'erano opportunità per l'acquisto di attività dalle banche europee. È stato critico nei confronti della retribuzione ricevuta dai dirigenti di private equity, affermando: "In generale, penso che tutti noi siamo pagati in eccesso in questo business. È quasi imbarazzante". Ha anche notato nei commenti fatti nel 2011 che dimensioni più piccole dei fondi di private equity potrebbero essere migliori per i rendimenti degli investitori: "Se il tuo obiettivo è massimizzare il tuo rendimento rispetto agli asset in gestione, penso che tu possa essere più efficace con un grande infrastruttura aziendale e dimensioni un po' più piccole del fondo".
Feinberg è stato descritto come personaggio "segreto" dal New York Times. Nel 2007, disse agli azionisti di Cerberus: "Se qualcuno a Cerberus ha la sua foto sul giornale e una foto del suo appartamento, faremo di più che licenziare quella persona. Lo uccideremo. Ne varrà la pena".
Cerberus è la società madre di DynCorp, appaltatore di sicurezza nazionale con il governo degli Stati Uniti.  Possedeva anche Freedom Group, la società proprietaria di Remington, il produttore della pistola usata alla sparatoria della Sandy Hook Elementary School del 2012.
Nel luglio 2022 Cerberus ha presentato un'offerta al tribunale di Roma per l'acquisto della squadra di calcio della Sampdoria di Genova.